# Lauffeuer
Unter Lauffeuer (auch Bodenbrand genannt) versteht man einen Brand, welcher am Boden vorwärts läuft.

## Wortherkunft und Umgangssprache
Das Wort ‚Lauffeuer‘ ist im Deutschen seit dem 17. Jahrhundert belegt und bezeichnete ursprünglich eine als Anzündmittel dienende Aufschüttung von Schieß- bzw. Schwarzpulver. Daraus leitete sich die heutige Übertragung – das Sprichwort etwas verbreitet sich wie ein Lauffeuer, was auf die schnelle Verbreitung von Nachrichten und Neuigkeiten bezogen wird – ab, im Sinne einer ‚schnellen Verbreitung‘.

## Militärische Bedeutung
Im 18. Jahrhundert existierte außerdem die Bedeutung von Lauffeuer als einer Salve entlang einer Schützenlinie, als „diejenige Art zu feuern bey den Soldaten, wo ein Gewehr in der Geschwindigkeit nach dem andern abgefeuert wird“. Trainiert wurde das als Verteidigung der Infanterie gegen Kavallerieangriffe, gegen die geschlossene Salven im Allgemeinen wenig wirkungsvoll waren. Das ist als spezielle Schussfolge im Böllerschießen des Brauchtums noch üblich.

## Brandlehre
Bei Lauffeuern bildet sich ein Brand, der sich über eine Fläche hinweg bewegt und sich von Bodenbewuchs, Laub, abgefallenen Ästen u. ä. ernährt. Lauffeuer in Vollbrand können dabei sehr hohe Geschwindigkeiten erreichen, aber auch als Schwelbrand langanhaltend in einer Brandzone verharren.
Lauffeuer im Freiland sind Flurbrände wie zum Beispiel Steppenfeuer oder Heidebrände. Sie können sich aber auch im Bodenbewuchs und der Waldstreu in Wäldern zum Waldbrand ausweiten, indem sie auf Wipfelfeuer oder einen Totalbrand überwechseln. Lauffeuer sind neben Blitzschlägen weitaus häufigste Initialfeuer von Waldbränden, ob natürlichen Ursprungs, durch menschliche Unachtsamkeit oder Brandstiftung verursacht. Über Lauffeuer können Waldbrände unbewaldete Zonen überspringen. Aus diesem Grund ist die regelmäßige Pflege von als Brandschutz angelegten Brandschneisen von enormer Bedeutung. Ein Waldbrand überwindet durch dürren Niederwuchs diskreditierte Brandschneisen problemlos.
Lauffeuer werden bekämpft, indem man versucht, sie keilförmig zusammenzutreiben. Hierzu werden Schutzgräben in der Laufrichtung des Feuers ausgehoben oder dasselbe mit Feuerpatschen oder auch Wasser bekämpft. Da hierbei leicht Glutnester übersehen werden, muss oft eine Brandwache aufrechterhalten werden.
Daneben werden Lauffeuer aber auch kontrolliert eingesetzt, um brandgefährdetes Freiland, Unterholz und die Brandschneisen selbst von unliebsamem Bewuchs und Totholz freizuhalten. Auch ist es in der Landwirtschaft als Form der Brandrodung für Raine verbreitet, in Mitteleuropa ist das aber im Allgemeinen untersagt oder nur unter Auflagen zulässig, weil die Gefahr eines unkontrollierten Böschungsbrands besteht.